# Макронисос (концентрационный лагерь)
Концентрационный лагерь Макронисос, официально Организация учреждений перевоспитания Макронисоса (греч. «Οργανισμός Αναμορφωτηρίων Μακρονήσου», Ο.Α.Μ) — функционировал с 1947 по 1958 год, включая период гражданской войны в Греции (1946—1949).
Этот концентрационный лагерь на островке Макронисос являлся местом ссылки и заключения тысяч солдат Демократической армии и граждан левых взглядов, которые, согласно оценке греческих властей, подлежали социальному, политическому и национальному «перевоспитанию». Именуется также «Греческий Дахау»:Α-300.

## Предыстория

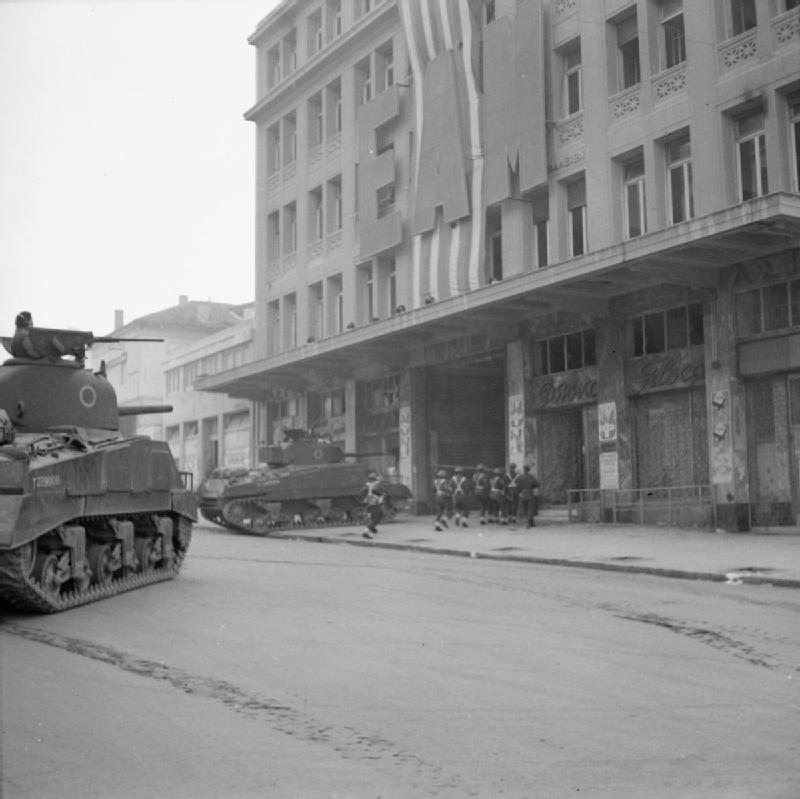
Британские танки и пехота врываются в здание афинского правления ЭАМ, по улице Кораи, в центре города.

После боёв в Афинах в декабре 1944 года, между британскими войсками и их греческими союзниками с одной стороны, и городскими отрядами Народно-освободительной армии Греции (ЭЛАС) с другой стороны, контролировавший всю остальную страну Национально-освободительный фронт (ЭАМ) подписал Варкизское соглашение, надеясь, что этот компромисс позволит избежать гражданской войны.
Варкизское соглашение, кроме прочего, предусматривало разоружение всех частей ЭЛАС и демобилизацию их бойцов.
Отказавшийся признать это соглашение бывший командующий ЭЛАС, Арис Велухиотис, был объявлен руководством Коммунистической партии Греции «авантюристом»:816 и исключён из рядов партии.
Изолированный от своих бывших товарищей Арис с отрядом своих верных товарищей был окружён в июне 1945 года правительственными войсками в горах недалеко от села Месунда (ном Арта). Головы погибших в этом бою Ариса и его адъютанта Дзавеласа были отрублены головорезами из нерегулярных правых формирований и выставлены на обозрение на центральной площади города Трикала.
Между тем, бывшие бойцы ЭЛАС и сторонники компартии и других левых организаций после сдачи оружия стали лёгкими и беззащитными жертвами поддерживаемых жандармерией ультраправых и монархических организаций, в составе которых было много бывших коллаборационистов.
В греческой историографии этот период получил название Белый террор, который начался сразу после подписания Варкизского соглашения в феврале 1945 года:519.
Руководителями этих действий часто были официальные власти и члены правительства.
Исследовательница Ли Сарафи отмечает, что во многих случаях ультраправые группы были вооружены трофейным оружием, которое партизаны ЭЛАС сдали после Варкизского соглашения англичанам и временному правительству:519.
Историк Т. Герозисис пишет, что трофейное оружие переходило в руки ультраправых формирований ещё до полного завершения разоружения ЭЛАС:798.
Акты насилия иногда сопровождались обезглавливанием коммунистов и демонстрацией их голов в разных городах и сёлах, «в назидание».
Всего за год после подписания Варкизского соглашения в результате «Белого террора» было убито 1289 человек, ранено 6671, подверглись пыткам 31 632 человек.
Т. Герозисис пишет, что под защитой англичан и жандармерии число ультраправых банд в 1946 году достигло 206:798.
Спасаясь от Белого террора, многие бывшие участники Сопротивления ушли в горы. Первоначально это были разрозненные люди. Постепенно они стали формировать отряды самообороны. Само начало Гражданской войны в 1946 году и создание Демократической армии, согласно заявлению КПГ, первоначально носило характер самообороны.

## Предложение о создании лагерей и их правовой статус
Первоначальная рекомендация о создании концентрационных лагерей поступила от Генштаба греческой армии в военное министерство после выборов 1-4-1946 года. В рекомендации дословно писалось: «Принято решение ограничить левых призывников в некоторых лагерях, чтобы подвергнуть их детоксикации. Все воинские части должны быть очищены от левых или подозреваемых в левизне».
Установленный правовой статус основывался на «институте» изгнания политических противников. Изгнание было учреждено впервые против разбойников, во время диктатуры Пангалоса в период 1925—1926 годов, а также после антикоммунистического закона Ιδιώνυμον (Ν. 4229/1929) Элефтериоса Венизелоса, создавшего режим активного политического преследования, основными жертвами которого стали коммунисты, но и другие прοгрессивные граждане, тысячами сосланные на пустынные острова.
«Диктатура 4 августа» генерала Иоанниса Метаксаса (1936—1941) использовала этот правовой режим для массовых гонений посредством двух «Вынужденных законов», и усугубила обстановку, создав «лагеря дисциплинированного проживания» на островах Агиос Эфстратиос, Фолегандросе, Гавдос, Анафи и в тюрьме Акронафплия.
Одновременно диктатура ввела пресловутые заявления о раскаянии («δηλώσεις μετανοίας»).
Естественно, лагеря, созданные в годы тройной германо-итало-болгарской оккупации Греции (1941—1944) имели другой правовой статус.
Самыми известными лагерями, созданными в годы гражданской войны, стали Макронисос, Ярос и Трикери (на острове Палеон-Трикерион):847.

## Макронисос

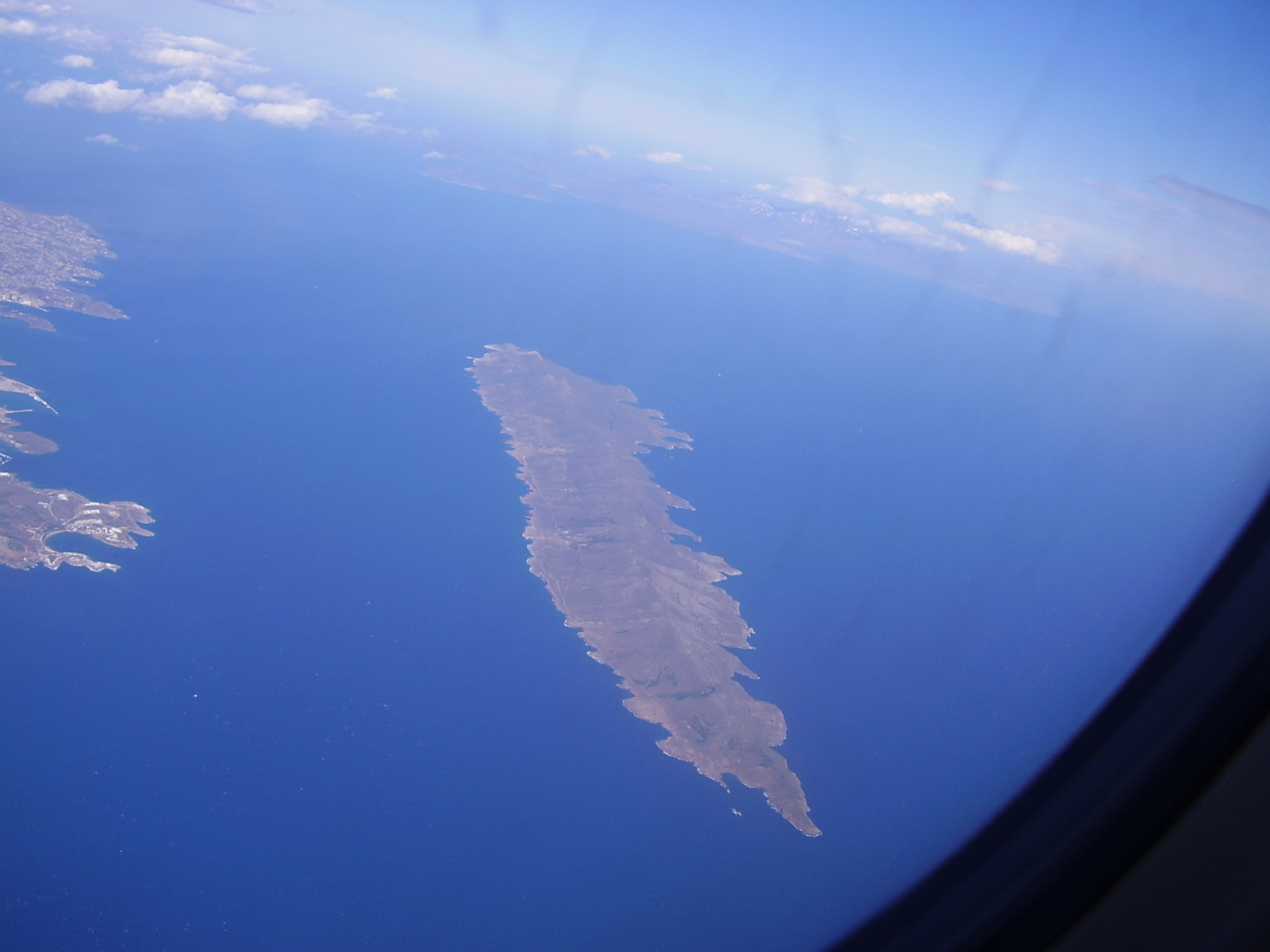
Вид на остров Макронисос с борта самолёта.

Макронисос, маленький, необитаемый, безводный, скалистый островок продолговатой формы, из-за которой и получил своё имя (Длинный остров), площадью всего в 15 квадратных километров, расположен у юго-восточного побережья Аттики.
В ходе Первой Балканской войны и после того как греческая армия освободила столицу Македонии, город Фессалоники, и с боем взяла город Янина, на острове непродолжительное время пребывали турецкие военнопленные.
Несколько сотен турецких военнопленных умерли на острове от эпидемии холеры и были похоронены здесь.
Через десять лет, в 1922 году, на острове был организован карантин, через который проходили беженцы из Малой Азии и Понта. На этот раз жертвы болезней были во много раз больше. На острове умерли тысячи беженцев, некоторые источники дают информацию о 40 тысяч умерших здесь греческих беженцев, в основном из Понта.

## Начало функционирования лагеря
26 мая 1946 года, по приказу начальника генштаба К. Вентириса, на остров были посланы первые «сапёры», которые должны были реализовать проект и «усилия возвращения их в лоно любимого отечества», посредством всевозможной «полезной работы». Первыми перемещёнными были левые или просто солдаты-демократы, проходившие на тот момент военную службу без оружия.
Министром внутренних дел, давшим приказ о начале функционирования концлагеря Макронисоса, был Христофорос Стратос. Стратос был из известной семьи промышленников, которой принадлежал текстильный концерн Пираики-Патраики.
Что касается числа сосланных на остров «сапёров», прежде всего речь идёт о 3 000 безоружных солдат, которые получили персональные повестки и сформировали 1-й батальон.
Первоначально они были перевезены в Пеанию, в оливковой роще которой находился изолятор 1-го корпуса Армии, где царила атмосфера террора.
Затем, после референдума сентября 1946 года, было принято решение перевезти их на военном транспорте, через Лаврион, на Крит.
1-й батальон расположился в 15 км от города Агиос Николаос (солдаты сами создали свой лагерь).
28 мая 1947 года все они были вновь перевезены на Макронисос.
2-й батальон был сформирован в городе Лариса и был переведен в лагерь Макронисоса в мае 1947 года.
3-й батальон был сформирован в македонской столице, городе Фессалоники, и был также переведен в лагерь Макронисоса в 1947 году:176.

## Категории и числа заключённых на «перевоспитание»
Среди заключённых были борцы Сопротивления и офицеры ЭЛАС, несовершеннолетние политические заключённые, 3000 женщин, переведённых сюда из лагеря на острове Палеон-Трикерион:847, превентивно арестованные граждане, члены и руководящие деятели компартии Греции, Свидетели Иеговы и др. Среди них были известные тогда (или ставшие известными позже) личности: начальник генштаба ЭЛАС генерал Сарафис, генеральный секретарь Аграрной партии Гавриилидис, генералы Григориадис и Мандакас:847, один из двух участников срыва нацистского знамени с Акрополя Апостолос Сантас, актёр Танасис Венгос, кинорежиссёр Никос Кундурос, художница Катерини Хариати (1911—1990).
Документы упоминают 8 000 сосланных сюда офицеров, унтер-офицеров и рядовых, а в сентябре 1947 года их число достигло 10 000.
С декабря 1947 года на Макронисос стали отправлять группы заключённых с переполненного ссыльными (до 12 000 человек) острова Икария:108.
Критерием отбора и отправки офицеров на Макронисос и другие лагеря было занесение их в списки Α΄ или ΄Β, составленные британской миссией и монархистами:826.
Попавшие в список ΄Β считались «подозрительными» и отправлялись на «перевоспитание».
Около 1 100 кадровых офицеров попали в список В:827.
Т. Герозисис считает по меньшей мере странной пацифистскую установку, данную руководством КПГ в этих условиях, а именно: всем офицерам оставаться в местах проживания и не прятаться, даже после «умеренного» начала гражданской войны.
В результате не более 100 кадровых офицеров приняли участие в гражданской войне на стороне ДАГ, что было ощутимо во всех больших сражениях войны. Эта установка касалась не только офицеров. В результате десятки тысяч солдат и граждан оказались в ссылке и лагерях, следуя директиве оставаться на местах. Тем временем, 250 солдат и офицеров, находившихся в армии, были расстреляны летом 1946 года по обвинению в мятеже:830.

## «Перевоспитание»
Военная служба без оружия, парадоксальная для той эпохи, ставила своей целью не только контроль над призывниками в условиях гражданской войны, но и полное исчезновение левого движения, и сопровождалась пытками большой жестокости.
Макронисос был не просто местом ссылки. Жестокость этих пыток делает очевидным, что это была организованная система истребления.
Под предлогом «перевоспитания» заключённых они были подвергнуты физическому и психологическому насилию, чтобы согнуть их сознание и моральный дух, с тем чтобы в своих письменных «заявлениях о раскаянии» («δηλώσεις μετανοίας») они отказались от своих убеждений, идей и идеалов. Следовали письма, которые должен был написать «перевоспитанный», обращаясь к учителю своего села, священнику или старейшине, одинакового содержания. «Перевоспитанный» был обязан также обратиться с речью к другим солдатам, в которой он подтверждал свою веру в идеалы Отечества и свидетельствовал о сожалении о своей ошибке и отрекался от «левославянских» идей.
Всё вышеозначенное ставило своей целью полное опустошение «раскаявшегося», независимо от того, что впоследствии ему выдавалось оружие и он направлялся на фронт гражданской войны, воевать против Демократической армии.
Полная интеграция часто требовала и демонстрацию особой жестокости со стороны «перевоспитанного» против «нераскаявшихся» бывших товарищей, которая, если не была достаточно убедительной, провоцировала дикую реакцию охранников и требования повторения всей предыдущей процедуры. Этим методом руководители лагеря обеспечивали создание фанатичных «янычар» (как их именовали все, кто оставался верным своим идеалам), ставших «вновь крещёнными национально» (εθνικά αναβαπτισμένοι), которые рвались бы отправиться на фронт воевать против своих бывших товарищей.

## Резня 300 солдат 1-го батальона
В марте 1947 года была отмечена попытка бегства 7 заключённых, которые были убиты охранниками. Трагической кульминацией событий стало убийство более 300 военных и ранение сотен других 1-го батальона (официально было объявлено о 17 убитых и 61 раненых в течение двух дней, 29 февраля /1 марта 1948). Все данные свидетельствуют о том, что резня была преднамеренной, чтобы ослабить моральный дух заключённых.
Резня произошла через 2 месяца после того, как повстанцы провозгласили временное «правительство гор».
Никос Маргарис в своей работе в 2-х томах «История Макронисоса» приводит многие свидетельства, подтверждающие преднамеренность этого преступления.
С другой стороны, правоцентристская правительственная коалиция (премьер-министром был старый Темистоклис Софулис, во главе правительства коалиции между Народной партией и партией Либералов) вела речь о «мятеже», который охранники были вынуждены подавить, используя оружие.
Согласно обвинительному заключению, которое вызвало сомнения даже у военного трибунала, было предъявлено обвинение 155 «зачинщикам», в результате которого 5 из них были осуждены к смерти. Характерным для атмосферы, сложившейся в ходе этого судебного разбирательства, было пожелание самих судей о замене королём смертных приговоров на пожизненное заключение.

## Позиция политиков
Политики правительственных партий и партий имевших на тот момент представителей в парламенте приветствовали работу этого пенитенциарного учреждения.
К примеру, Константинос Цацос называл его «санаторием душ», «продолжением древней греческой цивилизации», «национальной купелью» и «новым Эдемом в глазах греческой истории».
«В общем -то демократ», Панайотис Канеллопулос, высказался что «на Макронисосе Греция возрождается прекраснее в душе эллинов» и стал печально известен, характеризуя этот концлагерь как «Культурный Парфенон»:Α-301.
Тем временем, пытки вели к самоубийствам, что вынудило коменданта лагеря, подполковника Василопулоса, издать сюрреалистический приказ «о запрете самоубийств¨», и по острову бродили бывшие партизаны и молодёжь, потерявшие от пыток рассудок или ставшие инвалидами:848.
Сам Канеллопулос, в последние годы своей жизни, и «перед вратами бесконечной ночи» и на «суде истории народов», просил прощения у жертв своей политики в годы гражданской войны:849.
Находились и деятели культуры, такие как писатель Стратис Миривилис, восхвалявшие «работу по перевоспитанию, проводившуюся на Макронисосе»:169.
В своём большинстве представители церкви благословляли деятельность этого концлагеря:172.
Используя ту же терминологию этих политиков, писателей и священников, Т. Герозисис характеризует Макронисос стыдом и позором греческой цивилизации и современной греческой истории:847.

## Борьба заключённых
Согласно некоторым источникам, с середины 1948 года, в результате «перевоспитания» 15.000 солдат и офицеров «раскаялись». Несколькими месяцами раннее, газета «Свободная Греция», официальный орган Национально-освободительного фронта, писала что 15.000 «сапёров» находятся на Макронисосе и задавала вопросы военному министру как о их судьбе, так и о целесообразности их длительного пребывания там.
Но огромное большинство из около 100 тысяч заключённых прошедших через Макронисос остались непреклонными.
В ужасных условиях, заключённые «строительных батальонов» боролись чтобы сохранить своё человеческое достоинство, солидарность и сплочённость между собой. Они даже создали свои партийные организации, в силу обстоятельств ограниченные тройками:182.
Демонстрируя свой несломленный дух погибли, после пыток, капитан торгового флота Димитрис Татакис и студент Георгиос Сабатакос:176.
Капитан Татакис этот «Прометей Макронисоса» выстоял после 32 дней непрерывных пыток и стал символом лагеря.
Через некоторое время он принял вызов охранников заявив, что ни при каких обстоятельствах не подпишет постыдное отречение. Об этом споре со смертью знал весь лагерь.
Татакис, в ходе этой «кульминации человеческого достоинства», выстоял и в этот раз, но был оставлен проигравшими «спор» охранниками умереть от голода.

## Легализация концлагеря
Концлагерь функционировал де-факто в период 1946—1947.
Однако голосование по законопроекту о создании Организации учреждений перевоспитания Макронисоса Ο.Α.Μ. состоялось в парламенте только в октябре/ноябре 1949 года. Законопроект единогласно и с энтузизмом был принят всеми буржуазными партиями парламента.
Принятие законопроекта, одновременно (9/14-10-1949) с принятием законопроекта «О мерах национального перевоспитания» («Περί μέτρων εθνικής αναμορφώσεως») совпадает с последними боями в горах Граммос и отступлением Демократической армии Греции (ΔΣΕ).
Это делает очевидным тот факт, что Макронисос не вписывается ни в какой правовой статус, и что до того он функционировал незаконно:847, согласно не прошедшим через парламент указам ΝΔ 329/18.8.1947 (режим дисциплинированного проживания), ΑΝ 511/31.12.1947 (касательно концентрационных лагерей) и ΝΔ 687/7.5.1948 (касательно бессрочного продления времени изгнания).
Несмотря на то, что гражданская война закончилась, отправка граждан на Макронисос на «перевоспитание» не прекратилась.

## Долгий путь к закрытию концлагеря
В апреле 1950 года новый премьер министр Николаос Пластирас сделал первое заявление (6 мая 1950 года) о своём намерении закрыть концлагерь.
27 июля 1950 года 4700 заключённых Макронисоса были переведены в ссылку на остров Агиос Эфстратиос:264.
Но в августе того же года Пластирас был вынужден подать в отставку не уступая давлению американцев о отправке греческих военных частей в Корею.
Премьер министром страны стал Софоклис Венизелос. Первым шагом нового правительства стало заявление о отправке Греческого экспедиционного корпуса в Корею:244.
При этом новый премьер заявил, что Греция примет участие в Корейской войне, «несмотря на то, что после 10 лет войны, у Греции не было никакой причины и охоты вновь начать войну»:917.
Осенью 1950 года из Макронисоса на остров Палеон-Трикерион были возвращены 500 «нерасскаявшихся» женщин:177.
На 7 марта 1951 года в лагерях и тюрьмах по всей стране ещё находились 40 000 политических заключённых:175.
Лагерь на Макронисосе постепенно расформирован, но на острове продолжала функционировать военная тюрьма, которая была закрыта только в 1958 году:Α-301.